# Odomez
Odomez est une commune française, située dans le département du Nord en région Hauts-de-France.

## Géographie

### Communes limitrophes
| Bruille-Saint-Amand | Hergnies | Vieux-Condé        |
|                     | Odomez   | Fresnes-sur-Escaut |
|                     |          | Escautpont         |

### Hydrographie

#### Réseau hydrographique
La commune est située dans le bassin Artois-Picardie. Elle est drainée par l'Escaut canalisée, le Malanoye, le Courant du Hainaut, le long héri, le Sarteau et un autre petit cours d'eau,.
L'Escaut est un fleuve européen de 355 km de long, qui traverse trois pays (France, Belgique et Pays-Bas), avant de se jeter en mer du Nord. La partie canalisée en France relie Cambrai à , après avoir traversé 34 communes. 

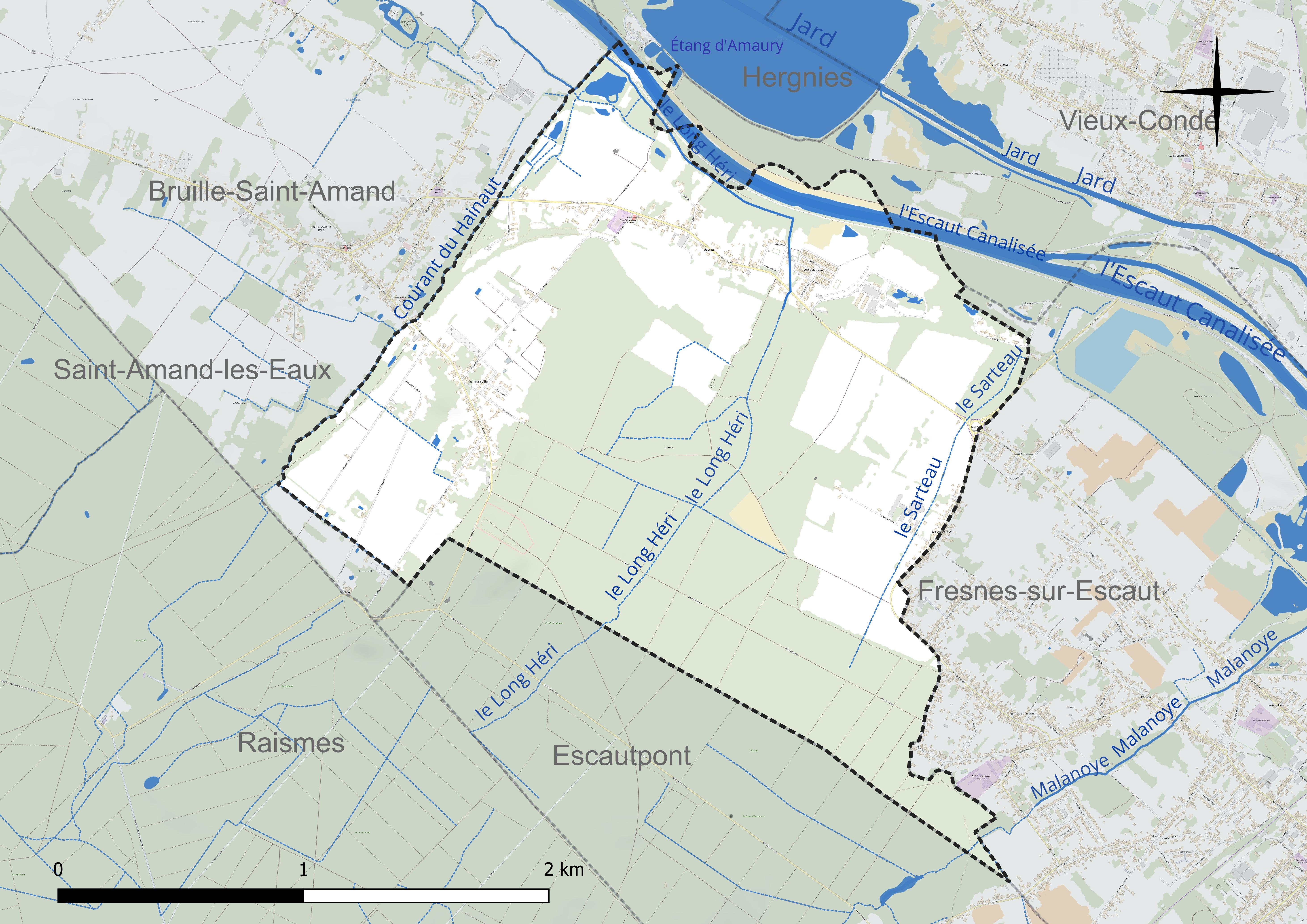
Réseau hydrographique d'Odomez.

Un plan d'eau complète le réseau hydrographique : l'étang d'Amaury, d'une superficie totale de 62,7 ha (0,1 ha sur la commune),.

#### Gestion et qualité des eaux
Le territoire communal est couvert par le schéma d'aménagement et de gestion des eaux (SAGE) « Escaut ». Ce document de planification concerne un territoire de 2 005 km2 de superficie, délimité par le bassin versant de l'Escaut. Le périmètre a été arrêté le 9 juin 2006 et le SAGE proprement dit a été approuvé le 13 juillet 2021. La structure porteuse de l'élaboration et de la mise en œuvre est le syndicat mixte Escaut et Affluents (SyMEA). 
La qualité des cours d'eau peut être consultée sur un site dédié géré par les agences de l'eau et l'Agence française pour la biodiversité. 

### Climat
Pour des articles plus généraux, voir Climat des Hauts-de-France et Climat du Nord.
En 2010, le climat de la commune est de type climat océanique dégradé des plaines du Centre et du Nord, selon une étude du CNRS s'appuyant sur une série de données couvrant la période 1971-2000. En 2020, Météo-France publie une typologie des climats de la France métropolitaine dans laquelle la commune est exposée à un climat océanique altéré et est dans la région climatique  Nord-est du bassin Parisien, caractérisée par un ensoleillement médiocre, une pluviométrie moyenne régulièrement répartie au cours de l'année et un hiver froid (3 °C). 
Pour la période 1971-2000, la température annuelle moyenne est de 10,5 °C, avec une amplitude thermique annuelle de 14,6 °C. Le cumul annuel moyen de précipitations est de 724 mm, avec 12,6 jours de précipitations en janvier et 9,6 jours en juillet. Pour la période 1991-2020, la température moyenne annuelle observée sur la station météorologique la plus proche, située sur la commune de Valenciennes à 11 km à vol d'oiseau, est de 11,0 °C et le cumul annuel moyen de précipitations est de 694,1 mm,. Pour l'avenir, les paramètres climatiques de la commune estimés pour 2050 selon différents scénarios d'émission de gaz à effet de serre sont consultables sur un site dédié publié par Météo-France en novembre 2022.

## Urbanisme

### Typologie
Au 1er janvier 2024, Odomez est catégorisée commune rurale à habitat dispersé, selon la nouvelle grille communale de densité à sept niveaux définie par l'Insee en 2022.
Elle appartient à l'unité urbaine de Saint-Amand-les-Eaux, une agglomération intra-départementale regroupant 15  communes, dont elle est une commune de la banlieue,,. Par ailleurs la commune fait partie de l'aire d'attraction de Valenciennes (partie française), dont elle est une commune de la couronne,. Cette aire, qui regroupe 102 communes, est catégorisée dans les aires de 200 000 à moins de 700 000 habitants,.

### Occupation des sols
L'occupation des sols de la commune, telle qu'elle ressort de la base de données européenne d'occupation biophysique des sols Corine Land Cover (CLC), est marquée par l'importance des forêts et milieux semi-naturels (46,2 % en 2018), en diminution par rapport à 1990 (47,5 %). La répartition détaillée en 2018 est la suivante : 
forêts (46,2 %), zones agricoles hétérogènes (20,8 %), terres arables (13,6 %), zones urbanisées (11,9 %), prairies (7,4 %). L'évolution de l'occupation des sols de la commune et de ses infrastructures peut être observée sur les différentes représentations cartographiques du territoire : la carte de Cassini (XVIIIe siècle), la carte d'état-major (1820-1866) et les cartes ou photos aériennes de l'IGN pour la période actuelle (1950 à aujourd'hui).

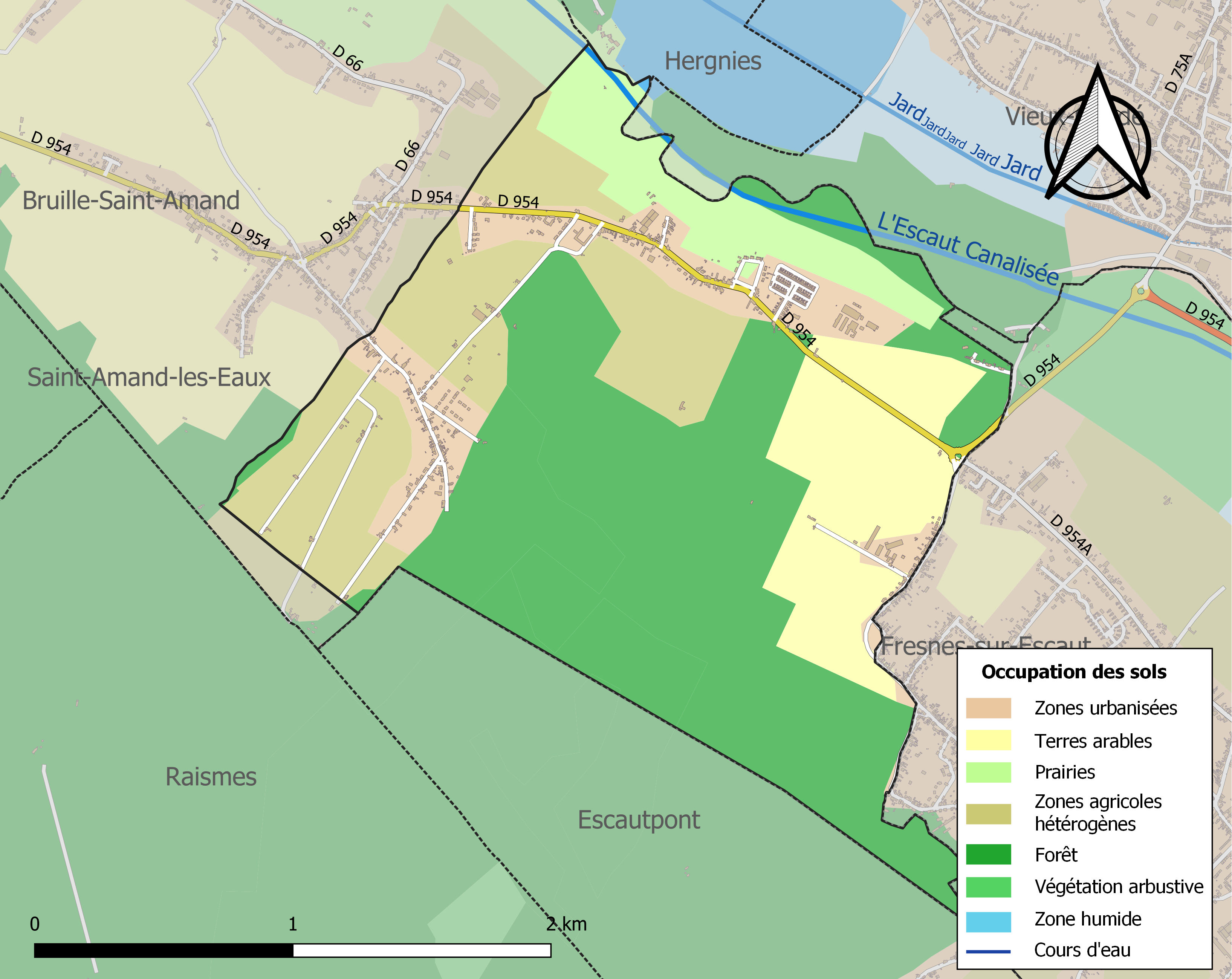
Carte des infrastructures et de l'occupation des sols de la commune en 2018 (CLC).

### Voies de communications et transports
La commune est desservie par les lignes 109 et 133 du réseau Transvilles.

## Toponymie
Audomez, titre de Notre-Dame de Condé; 1141.
Audoumez autre titre du même cartulaire; 1274.
Doumez Audel mansumm, chronique de l'Abbaye de Saint-Martin
D'après M. Gysseling, Odomez serait composé d'un anthroponyme germanique, Aldawulf (de alda-, « vieux  » et wulfa-, « loup ») et du bas-latin mansus, la demeure, le domaine.

## Histoire
La sablière du lièvre, XIXe siècle à l'entrée de la forêt domaniale. Classée réserve botanique depuis plus de vingt ans, elle n'est plus exploitée depuis les années 1950. On peut y trouver la drosera, petite fleur carnivore qui y prolifère dans un milieu très fragile.
Le village est cité dès 1141, lorsque l'évêque d'Arras Alvise en fait don au chapitre de Condé.
La construction en 1925 d'une usine « La soierie » (fabrique de viscose) est à l'origine de l'accroissement de la population au début du XXe siècle.

## Héraldique
|  | Les armes de Odomez se blasonnent ainsi : "De gueules à une licorne assise d'argent." |

## Politique et administration
Maire en 1802-1803 : Riccart.

Maire en 1807 : Desclaibes.
| Période                                  | Période   | Identité                                     | Étiquette | Qualité |
| ---------------------------------------- | --------- | -------------------------------------------- | --------- | ------- |
| mars 2001                                | mars 2008 | Joël Girondon                                | DVD       |         |
| mars 2008                                | En cours  | Joël Girondon Réélu pour le mandat 2020-2026 | DVD       |         |
| Les données manquantes sont à compléter. |           |                                              |           |         |

### Instances judiciaires et administratives
La commune relève du tribunal d'instance de Valenciennes, du tribunal de grande instance de Valenciennes, de la cour d'appel de Douai, du tribunal pour enfants de Valenciennes, du conseil de prud'hommes de Valenciennes, du tribunal de commerce de Valenciennes, du tribunal administratif de Lille et de la cour administrative d'appel de Douai.

## Population et société

### Démographie

#### Évolution démographique
L'évolution du nombre d'habitants est connue à travers les recensements de la population effectués dans la commune depuis 1800. Pour les communes de moins de 10 000 habitants, une enquête de recensement portant sur toute la population est réalisée tous les cinq ans, les populations de référence des années intermédiaires étant quant à elles estimées par interpolation ou extrapolation. Pour la commune, le premier recensement exhaustif entrant dans le cadre du nouveau dispositif a été réalisé en 2005.

En 2022, la commune comptait 936 habitants, en évolution de +0,43 % par rapport à 2016 (Nord : +0,51 %, France hors Mayotte : +2,11 %).
| 1800 | 1806 | 1821 | 1831 | 1836 | 1841 | 1846 | 1851 | 1856 |
| ---- | ---- | ---- | ---- | ---- | ---- | ---- | ---- | ---- |
| 73   | 107  | 125  | 166  | 252  | 306  | 351  | 421  | 445  |

| 1861 | 1866 | 1872 | 1876 | 1881 | 1886 | 1891 | 1896 | 1901 |
| ---- | ---- | ---- | ---- | ---- | ---- | ---- | ---- | ---- |
| 454  | 490  | 473  | 448  | 517  | 536  | 553  | 575  | 618  |

| 1906 | 1911 | 1921 | 1926 | 1931 | 1936 | 1946 | 1954 | 1962 |
| ---- | ---- | ---- | ---- | ---- | ---- | ---- | ---- | ---- |
| 596  | 601  | 497  | 485  | 940  | 971  | 908  | 965  | 977  |

| 1968 | 1975 | 1982  | 1990  | 1999 | 2005 | 2006 | 2010 | 2015 |
| ---- | ---- | ----- | ----- | ---- | ---- | ---- | ---- | ---- |
| 796  | 874  | 1 014 | 1 004 | 915  | 943  | 943  | 898  | 935  |

| 2020 | 2022 | - | - | - | - | - | - | - |
| ---- | ---- | - | - | - | - | - | - | - |
| 918  | 936  | - | - | - | - | - | - | - |

#### Pyramide des âges
La population de la commune est relativement jeune.
En 2018, le taux de personnes d'un âge inférieur à 30 ans s'élève à 37,9 %, soit en dessous de la moyenne départementale (39,5 %). À l'inverse, le taux de personnes d'âge supérieur à 60 ans est de 21,2 % la même année, alors qu'il est de 22,5 % au niveau départemental.
En 2018, la commune comptait 462 hommes pour 468 femmes, soit un taux de 50,32 % de femmes, légèrement inférieur au taux départemental (51,77 %).
Les pyramides des âges de la commune et du département s'établissent comme suit.
| Hommes | Classe d’âge | Femmes |
| ------ | ------------ | ------ |
| 0,0    | 90 ou +      | 0,9    |
| 3,8    | 75-89 ans    | 6,0    |
| 14,7   | 60-74 ans    | 16,8   |
| 22,6   | 45-59 ans    | 21,0   |
| 18,6   | 30-44 ans    | 19,7   |
| 16,9   | 15-29 ans    | 15,1   |
| 23,4   | 0-14 ans     | 20,5   |

| Hommes | Classe d’âge | Femmes |
| ------ | ------------ | ------ |
| 0,5    | 90 ou +      | 1,4    |
| 5,3    | 75-89 ans    | 8,1    |
| 14,8   | 60-74 ans    | 16,2   |
| 19,1   | 45-59 ans    | 18,4   |
| 19,5   | 30-44 ans    | 18,7   |
| 20,7   | 15-29 ans    | 19,1   |
| 20,2   | 0-14 ans     | 18     |

## Lieux et monuments
La Soierie, fermée en 1965, sera par la suite mieux connue sous le nom de « Friche Kuhlmann ». Une communauté Emmaüs, les Compagnons du Hainaut, en occuperont une partie, le bâtiment "bas" ou bâtiment "des meubles" à partir de 1984. Les lieux ont été vidés par la Communauté peu de temps avant la démolition.
La dépollution et la démolition de la partie inoccupée du site ont débuté en septembre 2007 et furent assurés par l'entreprise Apinor. La métropole y prévoit l'aménagement d'un espace vert, le Conseil Général a quant à lui un projet de voirie sur une partie du site.
La gare d'eau, attenante au bras de l'Escaut qui était longé par l'usine, close et séparée de la rivière à une date inconnue, était depuis utilisée par les nouveaux habitants de l'ancienne cité ouvrière, comme bassin de pêche, et comme dépotoir. La gare d'eau a été remblayée en partie par les débris des bâtiments détruits.

## Pour approfondir